# 미코톡신
미코톡신(Mycotoxin, 그리스어: μύκης mykes, "곰팡이"와 τοξικός toxikos, "독성"의 결합)은 곰팡이가 생성하는 독성 이차 대사산물로, 사람과 다른 동물 모두에게 질병과 사망을 일으킬 수 있다. '미코톡신'이라는 용어는 일반적으로 농작물에 쉽게 서식하는 곰팡이가 생성하는 독성 화학 제품에 사용된다.
사람과 동물에게 질병을 일으키는 미코톡신의 예로는 아플라톡신, 시트리닌, 푸모니신, 오크라톡신 A, 파툴린, 트리코테센, 제랄레논, 에르고타민과 같은 맥각 알칼로이드가 있다.
한 곰팡이 종은 여러 가지 미코톡신을 생성할 수 있으며, 여러 종이 같은 미코톡신을 생성할 수 있다.

## 생성
대부분 곰팡이는 호기성(산소 사용)이며 포자의 크기가 작아 거의 모든 곳에서 극히 소량으로 발견된다. 습도와 온도가 충분한 곳이면 어디에서나 유기물을 소비한다. 조건이 맞으면 곰팡이가 군집으로 번식하고 미코톡신 수치가 높아진다. 미코톡신이 생성되는 이유는 아직 알려지지 않았다. 곰팡이의 성장이나 발달에 필요하지 않는다. 미코톡신은 수용 숙주를 약화시키기 때문에 곰팡이가 더 번식할 수 있는 환경을 개선할 수 있다. 독소 생성은 주변의 내재적 및 외재적 환경에 따라 달라지며 이러한 물질은 감염된 유기체와 감수성, 대사 및 방어 메커니즘에 따라 독성이 크게 다르다.